# Арно, Антуан (бизнесмен)
Антуа́н Арно́ (фр. Antoine Arnault; род. 4 июня 1977, Рубе, Франция) — французский предприниматель, генеральный директор Berluti, председатель совета директоров Loro Piana, сын Бернара Арно.

## Ранняя жизнь и образование
Арно окончил высшую школу бизнес-исследований Монреаля и бизнес-школу INSEAD.

## Карьера
Арно начал свою карьеру в рекламном отделе Louis Vuitton. В 2005 году он был номинирован в совет директоров и стал директором по коммуникациям в 2007 году.
Был автором кампании 2012 года «Основные ценности» с участием политических деятелей (М. С. Горбачёв), профессиональных спортсменов (Мохаммед Али, Зинедин Зидан) и знаменитостей (Шон Коннери, Фрэнсис Форд Коппола, Кит Ричардс).
В 2008 году он был номинирован в независимый редакционный комитет Les Echos, крупного французского ежедневного журнала.
В 2009 году он вошёл в список молодых глобальных лидеров (Young Global Leaders).
В 2011 году Арно начал в LVMH кампанию «Особенные дни», целью которой было через проведение семинаров познакомить всех желающих с мастерством и наследием конгломерата. В 2013 году он повторил инициативу и удвоил число публичных семинаров, доведя их общее количество до 42.
С 2011 года он является генеральным директором Berluti и занимается разработкой бренда LVMH, открывая магазины в Калифорнии, Дубае и Нью-Йорке. Он нанял дизайнера Алессандро Сартори, чтобы расширить ассортимент бренда от яркой бытовой обуви до мужской одежды класса люкс. Антуан Арно инвестировал 100 миллионов евро в развитие бренда с его яркой обувью и классической одеждой современного покроя.
Под его руководством за три года бизнес Berluti вырос с 45 млн долларов до примерно 130 млн долларов в год от продаж.
В 2013 году он стал председателем совета директоров компании Loro Piana, производящей одежду высокого класса из кашемира и шерсти, после приобретения бренда конгломератом LVMH.
Арно провёл несколько выступлений на тему индустрии роскоши и её будущего. На конференции журнала condé Nast в 2015 году он подчеркнул, что использование потребителями цифровых инструментов в повседневной жизни побуждает элитные марки привлекать внимание потребителей с помощью таких технологий.

## В составе советов директоров
Арно входит в совет директоров компании LVMH, был членом правления в Comité Colbert с ноября 2012 года. Он был членом совета директоров Madrigall, холдинговой компании контролирующей французское издательство Галлимар, с ноября 2013 года.

## Личная жизнь
Антуан Арно — сын Бернара Арно и его первой жены, Анны Деваврен. Он младший брат Дельфины Арно. У него три единокровных брата от второго брака отца с канадской пианисткой Элен Мерсье. Увлекается современным искусством.
С 2011 года состоял в отношениях с топ-моделью и филантропом Натальей Водяновой. У них двое сыновей: Максим, родившийся 2 мая 2014 года, и Роман, родившийся 4 июня 2016 года.
1 января 2020 года Антуан и Наталья объявили о помолвке.
19 сентября 2020 года в Парижской мэрии Антуан и Наталья зарегистрировали брак.